# Neon Genesis Evangelion (manga)
Denne artikel handler om mangaen. Se Neon Genesis Evangelion for animeen.
Neon Genesis Evangelion (新世紀エヴァンゲリオン Shin Seiki Evangerion) er en manga, som blev udgivet i Danmark i 2005. Mangaen er en adaption af anime TV-serien og er skrevet og tegnet af seriens karakter-designer, Yoshiyuki Sadamoto. Det første kapitel blev udgivet i december 1994 som reklame for TV-serien, der på det tidspunkt stadig var under udarbejdelse. Mangaens sidste kapitel blev udgivet i Juni 2013, over 15 år efter TV-serien's afslutning. Alt i alt spænder mangaen over 14 bind.
En dansk oversættelse blev udgivet fra 2005 af Carlsen Comics.

## Handling
Plottet i mangaen følger i store træk TV-serien, men der dog nogle forskelle både hvad angår karakterer og handling. 
Den handler om den 14 årige dreng, Shinji Ikari, som blev efterladt af sin far til sin onkel og tante, da han var meget lille. Der er han blevet opfostret, men en dag bliver han tilkaldt af sin far, som er organisationen NERV's kommandant. Der bliver han introduceret for den humanoide robot, Evangelion (Eva01), der skal bruges i kampen mod Englene, som er væsener af ukendt herkomst. 
Den første engel der nogensinde blev spottet, skabte det, som bliver kaldt: Second Impact.
Second Impact var kendt som et meteornedslag, der ramte Sydpolen, hvilket fik den til at smelte. Dette betød udryddelsen af flere lande, et økonomisk krak, borgerkrige og naturkatastrofer. I år 2015 er menneskene ved at komme sig over det igen, men pludselig bliver jorden angrebet af endnu en engel, den engel som Shinji er nødt til at nedkæmpe. Det er dog mod hans vilje, og han undrer sig over at hans far pludselig vil have ham.
| Anime eller manga | Spire Denne artikel om en anime og/eller manga er en spire som bør udbygges. Du er velkommen til at hjælpe Wikipedia ved at udvide den. |